# 宮崎高四
宮崎 高四（みやざき たかし、1892年4月14日 - 1932年5月18日）は、日本の政治家。衆議院議員（1期）。

## 経歴
大阪府出身。1917年、東京帝国大学経済科卒。阪堺電鉄、大阪土地建物、高松百貨店各(株)取締役、木津川土地運河、門司築港各(株)監査役となる。
1930年の第17回衆議院議員総選挙において熊本2区から立憲国民党公認で立候補して当選した。衆議院議員を1期務めた。1932年の第18回衆議院議員総選挙には出馬しなかった。同年5月に死去した。